# Івонцевичі (Вілейський район)
Івонцевичі (біл. вёска Іванцэўічі) — село в складі Вілейського району Мінської області, Білорусь. Село підпорядковане Куранецькій сільській раді, розташоване в північній частині області.

## Історія
З 1793 після другого розділу Речі Посполитої Івонцевичі, як і вся Вілейщина, входила до складу Російської імперії, був утворений Вілейський повіт у складі спочатку Мінської губернії, а з 1843 — Віленської губернії.
У 1921—1945 роках село і фільварок знаходилось у Польщі, у Вільнюськім воєводстві, Вілейського повіту, у гміні Куранец.

## Населення
- 1921 рік — 125 людини, 10 будинків[2]
- 1921 рік — 174 людини, 29 будинків[3]
- 1931 рік — 186 людини, 33 будинків[4].